# Mascagnia cynanchifolia
Mascagnia cynanchifolia är en tvåhjärtbladig växtart som beskrevs av August Heinrich Rudolf Grisebach. Mascagnia cynanchifolia ingår i släktet Mascagnia och familjen Malpighiaceae. Inga underarter finns listade i Catalogue of Life.